# 哈弗韋冰原島峰
78°23′S 161°6′E / 78.383°S 161.100°E
哈弗韋冰原島峰（英語：Halfway Nunatak），是南極洲的冰原島峰，位於希拉里海岸，處於斯凱爾頓冰川上游，由新西蘭探險隊測量和命名，現時由南極條約體系管理。